# Louise Sacchi
Pour les articles homonymes, voir Sacchi.
Louise Sacchi, 15 avril 1913 - 22 mars 1997 est une aviatrice américaine, détentrice de records et principalement connue pour avoir pris en charge un très grand nombre de vols de convoyages d'appareils, souvent en solitaire.

## Éléments biographiques
Louise Sacchi est née à New York, en 1913, d'une famille d'origine italienne. À 13 ans, elle a un premier contact avec l'aviation quand son père l'emmène à une exposition d'avion près de Philadelphie. Elle travaille comme infirmière, puis comme technicienne de laboratoire, puis pour une compagnie d'assurance-maladie. 

## Débuts dans l'aviation
Louis Sacchi apprend le pilotage à partir de 1938, elle devient pilote amatrice, mais veut faire de l'aviation sa carrière.